# La Forteresse d'or
Pour plus de détails, voir Fiche technique et Distribution.
La Forteresse d'or (সোনার কেল্লা, Sonar Kella) est un film indien réalisé par Satyajit Ray, sorti en 1974.

## Synopsis
Un jeune garçon prétend se rappeler ses vies antérieures et savoir où se trouve une forteresse d'or dans laquelle se trouve des joyaux inestimables. Il est poursuivi par des voyous qui croient à son histoire.

## Fiche technique
- Titre : La Forteresse d'or
- Titre original : সোনার কেল্লা (Sonar Kella)
- Réalisation : Satyajit Ray
- Scénario : Hridayesh Pandey, Satyajit Ray d'après le roman de Satyajit Ray
- Musique : Satyajit Ray
- Photographie : Soumendu Roy
- Montage : Dulal Dutta
- Société de production : Angel Digital
- Pays :  Inde
- Genre : Aventure
- Durée : 120 minutes
- Dates de sortie : 
  -  Inde : 27 décembre 1974

## Distribution
- Soumitra Chatterjee : Prodosh Mitra
- Ajoy Banerjee : Amiyanath Burman
- Kushal Chakraborty : Mukul Dhar
- Harindranath Chattopadhyay : Uncle Sidhu
- Siddhartha Chatterjee : Tapesh
- Haradhan Bannerjee : le père de Tapesh
- Rekha Chatterjee : la mère de Tapesh

## Distinctions
- National Film Awards 1975 : Lotus d'or du meilleur réalisateur et Lotus d'argent du meilleur scénario[1]